# Bước nhảy ngàn cân (mùa 1)
Bước nhảy ngàn cân mùa 1 là gameshow của VTV3 được thực hiện theo bản quyền của NBC Universal: Dance Your Fat Off. Đây được xem là một trong số các chương trình truyền hình thực tế đặc biệt nhất có sức ảnh hưởng và lan tỏa trên phạm vi toàn thế giới. Mùa đầu tiên của chương trình được phát sóng vào lúc 21:10 tối chủ nhật hàng tuần từ ngày 4/10/2015 đến hết ngày 20/12/2015. Trường Giang và Ngọc Diệp là 2 MC dẫn dắt chương trình trong suốt mùa đầu tiên. Ngoài ra trong đêm chung kết còn có sự hiện diện của MC Trấn Thành dẫn dắt chương trình.

## Thí sinh
| Họ và tên thí sinh   | Cân nặng ban đầu | Số cân giảm được   | Bạn nhảy                    | Thời điểm bị loại | Thứ hạng    |
| -------------------- | ---------------- | ------------------ | --------------------------- | ----------------- | ----------- |
| Nguyễn Minh Trang    | 81,3 kg          | 78,1 kg (3,2 kg)   | Minh Hiền                   | Bị loại ở tập 2   | Top 12      |
| Nguyễn Đặng Hạnh Tâm | 102 kg           | 93,7 kg (8,3 kg)   | Anh Huy                     | Bị loại ở tập 3   | Top 11      |
| Huỳnh Chí Lễ         | 113,4 kg         | 100 kg (13,4 kg)   | Kim Anh                     | Bị loại ở tập 4   | Top 10      |
| Phạm Anh Quang       | 83,4 kg          | 72,8 kg (10,6 kg)  | Thùy Vân                    | Bị loại ở tập 5   | Top 9       |
| Lê Ánh Nguyệt        | 96,3 kg          | 84,3 kg (12 kg)    | Trương Nam Thành/Đình Lộc 1 | Bị loại ở tập 6   | Top 8       |
| Liêu Anh Kiệt        | 147,8 kg         | 120,6 kg (27,2 kg) | Kim Phụng/Xuân Thảo 2       | Bị loại ở tập 7   | Top 7       |
| Phạm Anh Khoa        | 107,8 kg         | 86 kg (21,8 kg)    | Ốc Thanh Vân                | Bị loại ở tập 8   | Top 6       |
| Nguyễn Thắng         | 97,2 kg          | 77,1 kg (20,1 kg)  | Ngọc Anh                    | Bị loại ở tập 9   | Top 5       |
| Nguyễn Thị Minh Thảo | 92,1 kg          | 73,2 kg (18,9 kg)  | Lâm Vinh Hải/Minh Hiền 3    | Bị loại ở tập 10  | Top 4       |
| Trần Thị Huyền Thanh | 76,9 kg          | 59,1 kg (17,8 kg)  | Quang Đăng                  | Chung kết         | Á quân 2    |
| Ngô Thủy Tiên        | 127 kg           | 86,1 kg (40,9 kg)  | Sơn Lâm                     | Chung kết         | Á quân 1    |
| Nguyễn Ngọc Sơn      | 86,7 kg          | 62,7 kg (24 kg)    | Phạm Lịch                   | Chung kết         | Nhà vô địch |

^1  Từ đêm thi 3, vũ công Đình Lộc hỗ trợ cho Ánh Nguyệt
^2  Từ đêm thi 5, vũ công Xuân Thảo hỗ trợ cho Anh Kiệt
^3  Ở đêm thi 10, vũ công Lâm Vinh Hải bị triệu chứng tái phát thoát vị đĩa đệm trong lúc tập luyện nên vắng mặt trong đêm thi, vũ công Minh Hiền hỗ trợ cho Minh Thảo trong đêm thi.

## Đêm thi

### Đêm thi 1
Phát sóng 4/10/2015
| STT | Thí sinh     | Nhạc phẩm               | ĐTB BGK | Điểm giảm cân | Tổng điểm | Kết quả   |
| --- | ------------ | ----------------------- | ------- | ------------- | --------- | --------- |
| 1   | Chí Lễ       | Thao thức vì em         | 6.3     | 3.9           | 10.2      | An toàn   |
| 2   | Thủy Tiên    | Say you do              | 6       | 5.5           | 11.5      | An toàn   |
| 3   | Anh Khoa     | Bèo dạt mây trôi        | 7.3     | 3.9           | 11.2      | An toàn   |
| 4   | Ánh Nguyệt   | Come on girl            | 7.3     | 3.4           | 10.7      | An toàn   |
| 5   | Anh Kiệt     | Uptown Funk             | 6.7     | 3.7           | 10.4      | An toàn   |
| 6   | Minh Trang   | Fix you                 | 6.7     | 3.1           | 9.8       | Nguy hiểm |
| 7   | Nguyễn Thắng | Những cô nàng vật chất  | 7       | 4             | 11        | An toàn   |
| 8   | Hạnh Tâm     | Bang bang               | 7.3     | 2.8           | 10.1      | An toàn   |
| 9   | Ngọc Sơn     | Không phải dạng vừa đâu | 7.3     | 4.5           | 11.8      | Cao nhì   |
| 10  | Anh Quang    | Hey mama                | 7.7     | 4.3           | 12        | Cao nhất  |
| 11  | Huyền Thanh  | Elizabeth               | 8       | 2             | 10        | Nguy hiểm |
| 12  | Minh Thảo    | Diva                    | 7       | 2.7           | 9.7       | Được cứu  |

### Đêm thi 2
Phát sóng 11/10/2015
| STT | Thí sinh     | Nhạc phẩm                          | ĐTB BGK | Điểm giảm cân | Tổng điểm | Kết quả   |
| --- | ------------ | ---------------------------------- | ------- | ------------- | --------- | --------- |
| 1   | Nguyễn Thắng | Circle of life                     | 6       | 2.5           | 8.5       | An toàn   |
| 2   | Minh Thảo    | Can't hold us                      | 7.3     | 3.1           | 10.4      | Cao nhất  |
| 3   | Ngọc Sơn     | The cup of life                    | 5.7     | 3.5           | 9.2       | An toàn   |
| 4   | Ánh Nguyệt   | Physical                           | 6.3     | 2.7           | 9         | An toàn   |
| 5   | Anh Khoa     | A little party never killed nobody | 5.7     | 2.6           | 8.3       | Nguy hiểm |
| 6   | Thủy Tiên    | Ăn gì đây                          | 6       | 2.8           | 8.8       | An toàn   |
| 7   | Anh Quang    | Unity                              | 7.3     | 2.4           | 9.7       | An toàn   |
| 8   | Hạnh Tâm     | U can't touch this/ Delirious      | 7       | 3.4           | 10.4      | Cao nhất  |
| 9   | Chí Lễ       | Fat                                | 6       | 3.5           | 9.5       | An toàn   |
| 10  | Anh Kiệt     | Matsuri                            | 5       | 4             | 9         | An toàn   |
| 11  | Huyền Thanh  | I'm sexy and I know it             | 7.7     | 2.3           | 10        | An toàn   |
| 12  | Minh Trang   | Shake it off                       | 7       | 0.9           | 7.9       | Bị loại   |

### Đêm thi 3 - Latin
Phát sóng 25/10/2015
| STT | Thí sinh     | Nhạc phẩm                         | ĐTB BGK | Điểm giảm cân | Tổng điểm | Kết quả   |
| --- | ------------ | --------------------------------- | ------- | ------------- | --------- | --------- |
| 1   | Ngọc Sơn     | Lời yêu thương/ Batucada          | 6.3     | 2.5           | 8.8       | An toàn   |
| 2   | Anh Quang    | Let's get loud                    | 8       | 2.7           | 10.7      | Cao nhì   |
| 3   | Thủy Tiên    | Thật bất ngờ                      | 7       | 3.2           | 10.2      | An toàn   |
| 4   | Chí Lễ       | Gonna make you sweat              | 6.7     | 2.2           | 8.9       | An toàn   |
| 5   | Hạnh Tâm     | Hips don't lie - bamboo           | 6       | 2.1           | 8.1       | Bị loại   |
| 6   | Anh Kiệt     | Mi mi mi                          | 6.7     | 2.4           | 9.1       | An toàn   |
| 7   | Minh Thảo    | Macarena & Batucada no1           | 9       | 2.2           | 11.2      | Cao nhất  |
| 8   | Anh Khoa     | Move shake drop                   | 7       | 3.5           | 10.5      | An toàn   |
| 9   | Nguyễn Thắng | Live it up                        | 8       | 2.4           | 10.4      | An toàn   |
| 10  | Ánh Nguyệt   | La vie en rose/ mắt nai chachacha | 7.7     | 1.4           | 9.1       | An toàn   |
| 11  | Huyền Thanh  | Gasolina                          | 6.7     | 1.6           | 8.3       | Nguy hiểm |

### Đêm thi 4
Phát sóng 1/11/2015
| STT | Thí sinh     | Nhạc phẩm                                       | ĐTB BGK | Điểm giảm cân | Tổng điểm | Kết quả   |
| --- | ------------ | ----------------------------------------------- | ------- | ------------- | --------- | --------- |
| 1   | Minh Thảo    | Teach me how to shimmy                          | 8       | 4.4           | 12.4      | Cao nhì   |
| 2   | Anh Kiệt     | Chờ người nơi ấy                                | 7.3     | 2.5           | 9.8       | An toàn   |
| 3   | Thủy Tiên    | Thằng cuội                                      | 8.3     | 4.2           | 12.5      | Cao nhất  |
| 4   | Ngọc Sơn     | Gặp mẹ trong mơ                                 | 7.3     | 4.9           | 12.2      | An toàn   |
| 5   | Huyền Thanh  | Dạ cô hoài lang                                 | 8       | 3.9           | 11.9      | An toàn   |
| 6   | Nguyễn Thắng | When we are human                               | 7.7     | 3.1           | 10.8      | An toàn   |
| 7   | Chí Lễ       | Beauty and the Beast: The broadway music/Nobody | 5.7     | 2.8           | 8.5       | Bị loại   |
| 8   | Ánh Nguyệt   | Lý cây bông/Upside down                         | 8.7     | 2.5           | 11.2      | An toàn   |
| 9   | Anh Khoa     | Con chim son trong chiếc lồng con               | 8.7     | 1.7           | 10.4      | Nguy hiểm |
| 10  | Anh Quang    | What is love?/Children                          | 9       | 2.4           | 11.4      | Nguy hiểm |

### Đêm thi 5 - Disco
Phát sóng 8/11/2015
| STT | Thí sinh     | Nhạc phẩm                                                                                       | ĐTB BGK | Điểm giảm cân | Tổng điểm | Kết quả            |
| --- | ------------ | ----------------------------------------------------------------------------------------------- | ------- | ------------- | --------- | ------------------ |
| 1   | Anh Khoa     | A Midsummer Night's Dream, Op. 61: Wedding March Born to be alive, Bille Jean (Bryan Cox remix) | 7,7     | 3.9           | 11.6      | An toàn            |
| 2   | Thủy Tiên    | Dancing queen & Voulez-Vous                                                                     | 8       | 2.5           | 10.5      | An toàn            |
| 3   | Anh Kiệt     | I will survive                                                                                  | 8.3     | 2.5           | 10.8      | An toàn            |
| 4   | Ánh Nguyệt   | One night only                                                                                  | 10      | 2.1           | 12.1      | Cao nhất           |
| 5   | Ngọc Sơn     | Người yêu bé nhỏ                                                                                | 7.7     | 2.2           | 9.9       | Nguy hiểm          |
| 6   | Huyền Thanh  | My everything (Duy Anh remix)                                                                   | 7.3     | 3.2           | 10.5      | An toàn            |
| 7   | Nguyễn Thắng | U got me up                                                                                     | 7.7     | 2.8           | 10.5      | An toàn            |
| 8   | Minh Thảo    | Heaven must have sent you Love is really my game                                                | 10      | 2             | 12        | Nguy hiểm, Cao nhì |
| 9   | Anh Quang    | When love takes over                                                                            | 8.3     | 1.6           | 9.9       | Nguy hiểm, Bị loại |

#### Vòng quyết định
| Thí sinh  | Nhạc phẩm  | Phiếu bình chọn | Kết quả |
| --------- | ---------- | --------------- | ------- |
| Ngọc Sơn  | Distortion | 2               | Ở lại   |
| Anh Quang | Distortion | 1               | Bị loại |

### Đêm thi 6
Phát sóng 15/11/2015
| STT | Thí sinh     | Nhạc phẩm                                                  | ĐTB BGK | Điểm giảm cân | Tổng điểm | Kết quả   |
| --- | ------------ | ---------------------------------------------------------- | ------- | ------------- | --------- | --------- |
| 1   | Anh Kiệt     | Gotta be me                                                | 7.7     | 2.8           | 10.5      | An toàn   |
| 2   | Huyền Thanh  | Born to hand jive                                          | 10      | 1.6           | 11.6      | Cao nhì   |
| 3   | Nguyễn Thắng | The phantom of the opera                                   | 9       | 1.8           | 10.8      | An toàn   |
| 4   | Minh Thảo    | I wanna rock                                               | 7.7     | 1.5           | 9.2       | Nguy hiểm |
| 5   | Ngọc Sơn     | We will rock you                                           | 10      | 3.4           | 13.4      | Cao nhất  |
| 6   | Thủy Tiên    | Honey                                                      | 8.7     | 1.5           | 10.2      | An toàn   |
| 7   | Anh Khoa     | Long tall sally                                            | 8       | 1.4           | 9.4       | Nguy hiểm |
| 8   | Ánh Nguyệt   | Rhythm of the rain & This is what Rock 'n' Roll looks like | 7.7     | 1.1           | 8.8       | Bị loại   |

### Đêm thi 7 - Freestyle nhạc Việt
Phát sóng 22/11/2015
| STT | Thí sinh     | Nhạc phẩm                    | ĐTB BGK | Điểm giảm cân | Tổng điểm | Kết quả            |
| --- | ------------ | ---------------------------- | ------- | ------------- | --------- | ------------------ |
| 1   | Anh Khoa     | Em vẫn muốn yêu anh          | 8.7     | 3.1           | 11.8      | Cao nhì            |
| 2   | Nguyễn Thắng | Cha                          | 9       | 2.2           | 11.2      | An toàn            |
| 3   | Anh Kiệt     | Xin hãy thứ tha (My Apology) | 7.3     | 2.1           | 9.4       | Nguy hiểm, Bị loại |
| 4   | Thủy Tiên    | Như một giấc mơ              | 9.7     | 2.3           | 12        | Cao nhất           |
| 5   | Ngọc Sơn     | Hot                          | 8       | 2.6           | 10.6      | An toàn            |
| 6   | Huyền Thanh  | Anh                          | 10      | 0.9           | 10.9      | Nguy hiểm          |
| 7   | Minh Thảo    | Cô gái tự tin                | 8       | 1.4           | 9.4       | Nguy hiểm          |

#### Vòng quyết định
| Thí sinh  | Nhạc phẩm           | Phiếu bình chọn | Kết quả |
| --------- | ------------------- | --------------- | ------- |
| Anh Kiệt  | Liên khúc nhạc Việt | 0               | Bị loại |
| Minh Thảo | Liên khúc nhạc Việt | 2               | Ở lại   |

### Đêm thi 8 - Tỏa sáng
Phát sóng 29/11/2015
| STT | Thí sinh     | Nhạc phẩm             | ĐTB BGK | Điểm giảm cân | Tổng điểm | Kết quả   |
| --- | ------------ | --------------------- | ------- | ------------- | --------- | --------- |
| 1   | Nguyễn Thắng | Take me to the church | 8.7     | 2.9           | 11.6      | An toàn   |
| 2   | Thủy Tiên    | Peacock               | 9.7     | 2.8           | 12.5      | Cao nhất  |
| 3   | Huyền Thanh  | My Egyptain love      | 8.7     | 2.6           | 11.3      | Nguy hiểm |
| 4   | Minh Thảo    | Welcome to burlesque  | 10      | 2.3           | 12.3      | Cao nhì   |
| 5   | Anh Khoa     | Gentlment             | 9       | 2.2           | 11.2      | Bị loại   |
| 6   | Ngọc Sơn     | Fever                 | 10      | 2.2           | 12.2      | Nguy hiểm |

### Đêm thi 9 - Lột xác
Phát sóng 6/12/2015
| STT | Thí sinh     | Nhạc phẩm                | ĐTB BGK | Điểm giảm cân | Tổng điểm | Kết quả            |
| --- | ------------ | ------------------------ | ------- | ------------- | --------- | ------------------ |
| 1   | Ngọc Sơn     | Trắng đen                | 9.3     | 2.2           | 11.5      | Nguy hiểm          |
| 7   | Ngọc Sơn     | Happy together           | 9.3     | 2.2           | 11.5      | Nguy hiểm          |
| 2   | Thủy Tiên    | My friend                | 9.2     | 2.7           | 11.9      | An toàn            |
| 6   | Thủy Tiên    | Tập thể dục              | 9.2     | 2.7           | 11.9      | An toàn            |
| 3   | Huyền Thanh  | Sarajevo                 | 9.8     | 3.1           | 12.9      | Cao nhất           |
| 8   | Huyền Thanh  | Xinh                     | 9.8     | 3.1           | 12.9      | Cao nhất           |
| 4   | Nguyễn Thắng | Giá có thể ôm ai và khóc | 9       | 1.3           | 10.3      | Bị loại            |
| 10  | Nguyễn Thắng | Turn down for what?      | 9       | 1.3           | 10.3      | Bị loại            |
| 5   | Minh Thảo    | Glass vase cello case    | 10      | 2             | 12        | Nguy hiểm, cao nhì |
| 9   | Minh Thảo    | Đừng bối rối             | 10      | 2             | 12        | Nguy hiểm, cao nhì |

### Đêm thi 10
Phát sóng 13/12/2015
| STT | Thí sinh    | Nhạc phẩm                       | ĐTB BGK | Điểm giảm cân | Tổng điểm | Kết quả   |
| --- | ----------- | ------------------------------- | ------- | ------------- | --------- | --------- |
| 1   | Minh Thảo   | Vì tôi còn sống                 | 9.2     | 1.1           | 10.3      | Bị loại   |
| 5   | Minh Thảo   | Pirates of Caribbean theme song | 9.2     | 1.1           | 10.3      | Bị loại   |
| 2   | Thủy Tiên   | Đông                            | 9.8     | 1.7           | 11.5      | Cao nhất  |
| 6   | Thủy Tiên   | Lý kéo chài                     | 9.8     | 1.7           | 11.5      | Cao nhất  |
| 3   | Ngọc Sơn    | Khuôn mặt đáng thương           | 9.8     | 0.9           | 10.7      | Nguy hiểm |
| 7   | Ngọc Sơn    | My heart will go on             | 9.8     | 0.9           | 10.7      | Nguy hiểm |
| 4   | Huyền Thanh | Bốn chữ lắm                     | 9.7     | 0.8           | 10.5      | Nguy hiểm |
| 8   | Huyền Thanh | Jai ho                          | 9.7     | 0.8           | 10.5      | Nguy hiểm |

### Đêm thi 11 - Chung kết
Phát sóng 20/12/2015
| STT | Thí sinh    | Nhạc phẩm             | ĐTB BGK | Điểm giảm cân | Điểm bình chọn | Tổng điểm | Kết quả     |
| --- | ----------- | --------------------- | ------- | ------------- | -------------- | --------- | ----------- |
| 1   | Huyền Thanh | Cho con được thay cha | 9.7     | 2.3           | 3.1            | 15.1      | Á quân 2    |
| 2   | Thủy Tiên   | Vợ người ta           | 9       | 3.2           | 3.2            | 15.4      | Á quân 1    |
| 3   | Ngọc Sơn    | Destiny               | 10      | 2.8           | 3.3            | 16.1      | Nhà vô địch |